# Tavaris Tate
Tavaris Tate (né le 21 décembre 1990 en Allemagne) est un athlète américain spécialiste du 400 mètres.
Sélectionné dans l'équipe des États-Unis lors des Championnats du monde en salle 2010 de Doha grâce à sa quatrième place obtenue sur 400 mètres lors des Championnats nationaux en salle, Tavaris Tate remporte la médaille d'or du relais 4 × 400 mètres aux côtés de Jamaal Torrance, Greg Nixon et Bershawn Jackson. L'équipe américaine établit la meilleure performance mondiale de l'année en 3 min 03 s 40 et devance finalement la Belgique et le Royaume-Uni.

## Palmarès

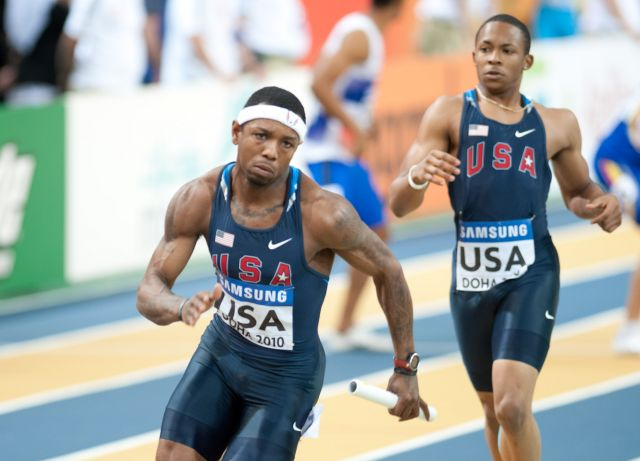
Tavaris Tate (au plan) lors des Championnats du monde en salle 2010

| Date | Compétition                        | Lieu           | Résultat | Discipline | Temps         |
| ---- | ---------------------------------- | -------------- | -------- | ---------- | ------------- |
| 2009 | Championnats panaméricains juniors | Port-d'Espagne | 2e       | 400 m      | 45 s 50       |
| 2009 | Championnats panaméricains juniors | Port-d'Espagne | 1er      | 4 × 400 m  | 3 min 03 s 25 |
| 2010 | Championnats du monde en salle     | Doha           | 1er      | 4 × 400 m  | 3 min 03 s 40 |